# Myanmar op de Olympische Zomerspelen 2020
Myanmar nam deel aan de Olympische Zomerspelen 2020 in Tokio, Japan. Er deden twee atleten mee voor het land. Geen van hen wist een medaille te winnen.

## Atleten
Hieronder volgt een overzicht van de atleten die zich kwalificeerden voor deelname aan de Olympische Zomerspelen 2020.
| sport       | mannen | vrouwen | totaal |
| ----------- | ------ | ------- | ------ |
| Badminton   | 0      | 1       | 1      |
| Schietsport | 1      | 0       | 1      |
| totaal      | 1      | 1       | 2      |

## Sporten

### Badminton
Vrouwen
| atleet           | onderdeel | groepsfase                  | groepsfase           | groepsfase           | groepsfase | eliminatie           | kwartfinale          | halve finale         | finale / BM          | finale / BM |
| atleet           | onderdeel | tegenstander uitslag        | tegenstander uitslag | tegenstander uitslag | rang       | tegenstander uitslag | tegenstander uitslag | tegenstander uitslag | tegenstander uitslag | rang        |
| ---------------- | --------- | --------------------------- | -------------------- | -------------------- | ---------- | -------------------- | -------------------- | -------------------- | -------------------- | ----------- |
| Thet Htar Thuzar | enkelspel | G M Tunjung V (11–21, 8–21) | L Tan V (6–21, 8–21) | n.v.t.               | 3          | niet geplaatst       | niet geplaatst       | niet geplaatst       | niet geplaatst       | 15          |

### Schietsport
Mannen
| atleet       | onderdeel         | kwalificaties | kwalificaties | finale         | finale         |
| atleet       | onderdeel         | punten        | rang          | punten         | rang           |
| ------------ | ----------------- | ------------- | ------------- | -------------- | -------------- |
| Ye Tun Naung | 10 m luchtpistool | 576           | 14            | niet geplaatst | niet geplaatst |